# Schweizer Meisterschaften im Skilanglauf 2012
Die Schweizer Meisterschaften im Skilanglauf 2012 fanden in Campra statt. Am 4. und 5. Februar 2012 wurden  die Einzelrennen und die anschließenden Verfolgungsrennen ausgetragen. Sprint, Staffel und Massenstartrennen fanden vom 30. März bis 1. April 2012  statt. Ausrichter war der Sci Club Simano.

## Ergebnisse Herren

### Sprint Freistil
| Platz | Name               | Verein             |
| ----- | ------------------ | ------------------ |
| 1     | Dario Cologna      | Val Müstair        |
| 2     | Eligius Tambornino | Club da skis Trun  |
| 3     | Jöri Kindschi      | SC Davos           |
| 4     | Jovian Hediger     | SC Bex             |
| 5     | Curdin Perl        | Bernina Pontresina |
| 6     | Dominik Volken     | SC Obergoms        |
| 7     | Martin Jäger       | Gardes-Frontière   |
| 8     | Roman Furger       | Schattdorf         |

Datum: 30. März  

Es waren 21 Läufer am Start. Das Rennen der U20 mit 19 Teilnehmern gewann Erwan Käser.

### 10 km klassisch Einzel
| Platz | Name              | Verein                    | Zeit        |
| ----- | ----------------- | ------------------------- | ----------- |
| 1     | Dario Cologna     | Val Müstair               | 31:38,7 min |
| 2     | Jonas Baumann     | Tambo Splügen             | 32:57,3 min |
| 3     | Marco Mühlematter | SC-Oberhasli              | 32:57,5 min |
| 4     | Gianluca Cologna  | Val Müstair               | 34:11,4 min |
| 5     | Philipp Hälg      | Nordic Club Liechtenstein | 34:12,5 min |
| 6     | Ueli Schnider     | Flühli                    | 34:24,4 min |
| 7     | Roman Furger      | Schattdorf                | 34:36,6 min |
| 8     | Valerio Leccardi  | Gardes-Frontière          | 34:43,7 min |
| 9     | Dominik Volken    | Obergoms                  | 34:55,5 min |
| 10    | Mathias Inniger   | Adelboden                 | 35:06,7 min |

Datum: 4. Februar 

Dieses Rennen wurde im Rahmen des Alpencups ausgetragen. Es waren 69 Läufer davon 17 Schweizer am Start. Das Rennen der U20 gewann Livio Bieler.

### 15 km Verfolgung Freistil
| Platz | Name              | Verein                    | Zeit        |
| ----- | ----------------- | ------------------------- | ----------- |
| 1     | Jonas Baumann     | Tambo Splügen             | 43:39,2 min |
| 2     | Marco Mühlematter | SC-Oberhasli              | 43:59,9 min |
| 3     | Valerio Leccardi  | Gardes-Frontière          | 45:12,6 min |
| 4     | Candide Pralong   | Val Ferret                | 45:46,6 min |
| 5     | Philipp Hälg      | Nordic Club Liechtenstein | 46:20,1 min |
| 6     | Jovian Hediger    | SC Bex                    | 46:25,6 min |
| 7     | Mathias Inniger   | Adelboden                 | 46:53,6 min |
| 8     | Felix Dieter      | Bernina-Pontresina        | 48:14,0 min |

Datum: 5. Februar 

Dieses Rennen wurde im Rahmen des Alpencups ausgetragen. Das Rennen der U20 mit 63 Teilnehmern gewann Jason Rüesch.

### 50 km Freistil Massenstart
| Platz | Name               | Verein                    | Zeit        |
| ----- | ------------------ | ------------------------- | ----------- |
| 1     | Dario Cologna      | Val Müstair               | 1:47:59,8 h |
| 2     | Curdin Perl        | Bernina Pontresina        | 1:48;00,1 h |
| 3     | Toni Livers        | Gardes-Frontière          | 1:48:00,2 h |
| 4     | Eligius Tambornino | Club da skis Trun         | 1:48:31,0 h |
| 5     | Jöri Kindschi      | SAS Bern                  | 1:49:28,1 h |
| 6     | Jonas Baumann      | Tambo Splügen             | 1:49:30,4 h |
| 7     | Roman Furger       | Schattdorf                | 1:49:36,2 h |
| 8     | Mathias Inniger    | Adelboden                 | 1:49:36,5 h |
| 9     | Christian Stebler  | Bannalp-Wolfenschiessen   | 1:49:37,8 h |
| 10    | Philipp Hälg       | Nordic Club Liechtenstein | 1:49:50,7 h |

Datum: 31. März 

Es waren 35 Läufer am Start. Das Rennen der U20 über 30 km mit 21 Teilnehmern gewann Erwan Käser.

### Staffel
| Platz | Team                                                                 | Zeit        |
| ----- | -------------------------------------------------------------------- | ----------- |
| 1     | Gardes FrontierValerio Leccardi Martin Jäger Toni Livers             | 1:08:40,3 h |
| 2     | SC DavosJöri Kindschi Piet Heer Janis Lindegger                      | 1:10:35,2 h |
| 3     | SC Bannalp-WolfenschiessenBruno Joller Christian Stebler Ivan Joller | 1:10:57,7 h |
| 4     | SC BexJovian Hediger Erwan Käser Sébastian Testuz                    | 1:11:08,5 h |
| 5     | SC FlühliUeli Schnider Christoph Schnider Patrick Schnider           | 1:12:58,3 h |
| 6     | SASMatthias Remund Jewgeni Bogdanow Mauro Gruber                     | 1:13:05,1 h |
| 7     | Am BachtelHano Vontobel Claudio Böckli Florian Rüegg                 | 1:14:05,8 h |
| 8     | SC Gotthard-AndermattPhilip Furrer Romano Russi Kevin Russi          | 1:14:06,5 h |

Datum: 1. April 

Es waren 17 Staffeln am Start.

## Ergebnisse Frauen

### Sprint Freistil
| Platz | Name                   | Verein    |
| ----- | ---------------------- | --------- |
| 1     | Laurien van der Graaff | TG Hütten |
| 2     | Bettina Gruber         | SAS Bern  |
| 3     | Tatjana Stiffler       | Davos     |
| 4     | Doris Trachsel         | Plasselb  |
| 5     | Rahel Imoberdorf       | SAS Bern  |
| 6     | Stefanie Sprecher      | SC Vättis |
| 7     | Patricia Sprecher      | SC Vättis |
| 8     | Carmen Emmenegger      | Flühli    |
| 9     | Chantal Carlen         | Obergoms  |

Datum: 30. März 

Das Rennen der U20 mit 11 Teilnehmern gewann Patricia Jost.

### 10 km klassisch Einzel
| Platz | Name                      | Verein         | Zeit         |
| ----- | ------------------------- | -------------- | ------------ |
| 1     | Doris Trachsel            | Plasselb       | 38:33,2 min. |
| 2     | Tatjana Stiffler          | Davos          | 40:36,7 min. |
| 3     | Natascia Leonardi Cortesi | SC Bedretto    | 41:02,3 min. |
| 4     | Rahel Imoberdorf          | SAS Bern       | 41:20,8 min. |
| 5     | Ladina Lechner            | SSC Rätia Chur | 41:58,0 min. |
| 6     | Carmen Emmenegger         | Flühli         | 42:22,9 min. |
| 7     | Chantal Carlen            | Obergoms       | 43:10,4 min  |
| 8     | Stefanie Sprecher         | SC Vättis      | 45:40,9 min  |
| 9     | Patricia Sprecher         | Vättis         | 45:46,6 min  |

Datum: 4. Februar 

Dieses Rennen wurde im Rahmen des Alpencups ausgetragen. Es waren 32 Läuferinnen davon neun Schweizerinnen am Start. Siegerin bei der U20 über 5 km wurde Christa Jäger.

### 10 km Verfolgung Freistil
| Platz | Name                      | Verein         | Zeit         |
| ----- | ------------------------- | -------------- | ------------ |
| 1     | Doris Trachsel            | Plasselb       | 36:28,8 min. |
| 2     | Rahel Imoberdorf          | SAS Bern       | 36:51,5 min. |
| 3     | Ladina Lechner            | SSC Rätia Chur | 37:01,4 min. |
| 4     | Natascia Leonardi Cortesi | SC Bedretto    | 37:18,6 min. |
| 5     | Tatjana Stiffler          | Davos          | 37:57,6 min. |
| 6     | Patricia Sprecher         | Vättis         | 39:45,2 min. |
| 7     | Stefanie Sprecher         | SC Vättis      | 39:45,8 min  |
| 8     | Chantal Carlen            | Obergoms       | 40:07,4 min  |
| 9     | Carmen Emmenegger         | Flühli         | 41:15,9 min  |

Datum: 5. Februar 

Dieses Rennen wurde im Rahmen des Alpencups ausgetragen. Siegerin bei der U20 wurde Selina Meier.

### 30 km Freistil Massenstart
| Platz | Name                      | Verein      | Zeit        |
| ----- | ------------------------- | ----------- | ----------- |
| 1     | Bettina Gruber            | SAS Bern    | 1:12:16,6 h |
| 2     | Laurien van der Graaff    | TG Hütten   | 1:13:00,2 h |
| 3     | Ursina Badilati           | TG Hütten   | 1:13:53,9 h |
| 4     | Rahel Imoberdorf          | SAS Bern    | 1:14:18,9 h |
| 5     | Natascia Leonardi Cortesi | SC Bedretto | 1:14:19,2 h |
| 6     | Doris Trachsel            | Plasselb    | 1:15:53,8 h |
| 7     | Stefanie Sprecher         | SC Vättis   | 1:16:26,2 h |
| 8     | Carmen Emmenegger         | Flühli      | 1:16:31,3 h |
| 9     | Guri Hetland              |             | 1:16:32,3 h |
| 10    | Ladina Lechner            | Rätia Chur  | 1:16:42,3 h |

Datum: 31. März  

Es waren 17 Läuferinnen am Start. Das Rennen der U20 über 15 km mit 24 Teilnehmern gewann Christa Jäger.

### Staffel
| Platz | Team                                                         | Zeit        |
| ----- | ------------------------------------------------------------ | ----------- |
| 1     | SC ObergomsMichèle Garbely Flurina Volken Patricia Jost      | 39:02,7 min |
| 2     | SAS BernBettina Gruber Sarah Zeiter Rahel Imoberdorf         | 39:06,0 min |
| 3     | SC VättisPatricia Sprecher Stefanie Sprecher Christa Jäger   | 39:09,9 min |
| 4     | SC DavosTatjana Stiffler Alina Meier Livia Ambühl            | 40:21,5 min |
| 5     | SC ObergomsMarianne Volken Ladina Meier-Ruge Sabine di Lallo | 41:08,2 min |
| 6     | Am BachtelJulia Vontobel Tanja Gerber Doris Stalder          | 41:56,1 min |
| 7     | SC La BrévineJéromine Mercier Kim Maradan Carine Äby         | 42:29,4 min |
| 8     | SC DallenwilMonika Niederberger Maya Niederberger Lea Bünter | 42:30,0 min |

Datum: 1. April 

Es waren 14 Staffeln am Start.